# Turpinia jimenezii
Turpinia jimenezii är en pimpernötsväxtart som beskrevs av C.L. Lundell. Turpinia jimenezii ingår i släktet Turpinia och familjen pimpernötsväxter. Inga underarter finns listade i Catalogue of Life.